# 구키 히사타카
구키 히사타카(일본어: 九鬼久隆, 1617년 ~ 1649년 3월 6일)는 시마 도바 번 제2대 번주, 셋쓰 산다 번 초대 번주를 지냈다. 구키씨 종가 제2대 당주. 도바 번 선대 번주 구키 모리타카의 5남으로 태어났다.
| 전임 구키 모리타카 | 제2대 도바 번 번주 (구키가) 1632년 | 후임 나이토 다다시게 |

| 전임 마쓰다이라 시게나오 | 제1대 산다 번 번주 (구키가) 1632년 ~ 1649년 | 후임 구키 다카마사 |